# LÉ Macha
La LÉ Macha (01) fu una corvetta della classe Flower che operò, chiamandosi HMS Borage (K120), con la Royal Navy e poi col Seirbhís Chabhlaigh na hÉireann. Il suo nome gaelico è in onore di Macha, la dea celtica della guerra.
La Borage fu costruita dalla George Brown & Co a Greenock, in Scozia. L'ordine di costruzione venne dato dalla Royal Navy il 21 novembre 1940 e il varo fu effettuato il 6 novembre 1941. Riportata in fabbrica per gli ultimi lavori fu ultimata, in ritardo, il 29 aprile 1942. Terminata la seconda guerra mondiale la corvetta fu consegnata al nascente Irish Marine Service. La nave arrivò a Davonport il 15 novembre 1946 dove il tenente Walter Reidy la rinominò Macha. Fu infine venduta alle Haulbowline Industries per la demolizione che iniziò il 2 novembre 1970, dopo ventotto anni di servizio.